# Emergencia agropecuaria de 2009 en Argentina
En noviembre de 2009 la presidenta argentina Cristina Fernández de Kirchner declaró al sector agropecuario en estado de emergencia debido a las inclemencias climáticas en los diferentes puntos del país.
La presidenta reclamó a los productores rurales, que amenazaban con nuevas protestas, "una gran dosis de patriotismo" y de "responsabilidad", por el "esfuerzo que hacen todos los argentinos" ya que el Fisco percibirá menos recursos. Tras el anuncio de Fernández, el presidente de la Federación Agraria Argentina www.faa.com.ar (enlace roto disponible en Internet Archive; véase el historial, la primera versión y la última)., Eduardo Buzzi, dijo que la medida decretada "está muy lejos de resolver el problema" de los productores rurales, que vienen "de una crisis muy profunda".
Debido a dicho acontecimiento la presidenta proclamó el Decreto N° 33/2009
Según la norma, el estado de emergencia y/o desastre debe ser decretado previamente por los estados provinciales, y sus beneficiarios serán aquellos productores afectados por emergencia, en un 50%, y por desastre, en un 80% de su producción

## Provincias afectadas
Estas resoluciones —que cuentan con la firma del titular de Agricultura, Julián Domínguez— fueron publicadas y abarcan a las provincias de Mendoza, Córdoba, Salta, San Juan, Buenos Aires, Santa Fe, Catamarca, Santiago del Estero, La Pampa, Santa Cruz, Chubut, Río Negro y Corrientes.
- Mendoza: Agricultura declaró  el estado de emergencia por granizo desde el 12 de octubre de 2008 al 31 de marzo de 2010.
- Córdoba: la emergencia y/o desastre por sequía del 26 de agosto de 2008 y por el término de seis meses.
- Salta: para las explotaciones de vid, hortalizas y maíz afectadas por granizo y otras como porotos, maíz y legumbres afectadas por sequía durante todo el 2009.
- Santa Fe y Buenos Aires: Por sequía, se declaró la emergencia y desastre agropecuaria, desde el primero de enero hasta el 31 de julio de 2009.

### Resolución
Debido al estado de emergencia se presentó el Decreto N° 33/2009, aprobándose con éste, la Ley 26.509, la cual crea un sistema de prevención y mitigación de emergencias y desastres agropecuarios.
1. «SISTEMA NACIONAL PARA LA PREVENCION Y MITIGACION DE EMERGENCIAS Y DESASTRES AGROPECUARIOS» (ley 26.509).

- Datos: Q5830712